# Phonographische Zeitschrift

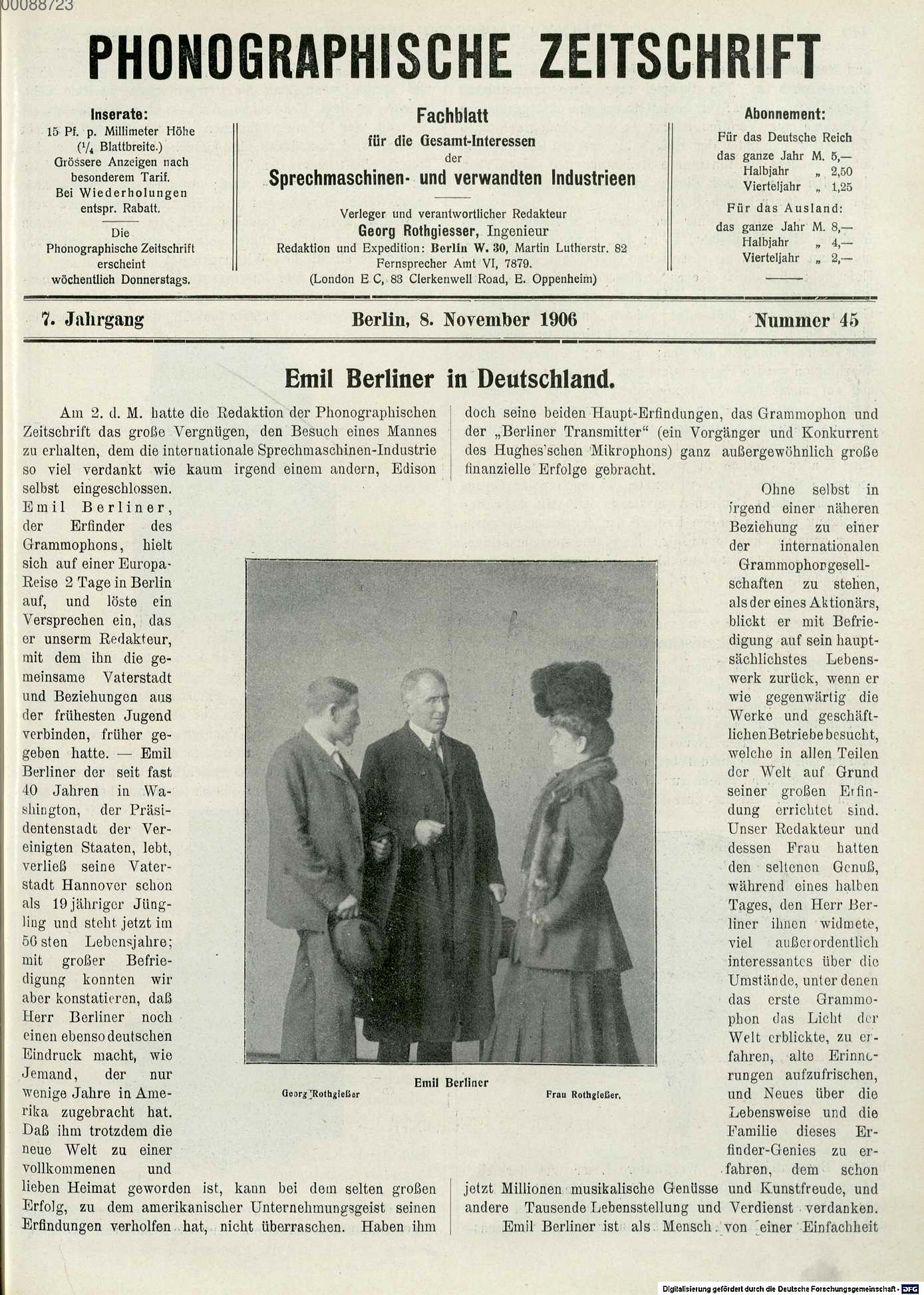
„Emil Berliner in Deutschland“ titelte die Phonographische Zeitschrift am 8. November 1906. Das Foto zeigt Berliner mit dem Verleger Georg Rothgießer und „Frau Rothgießer“ in Berlin in der damaligen Martin Lutherstr. 82

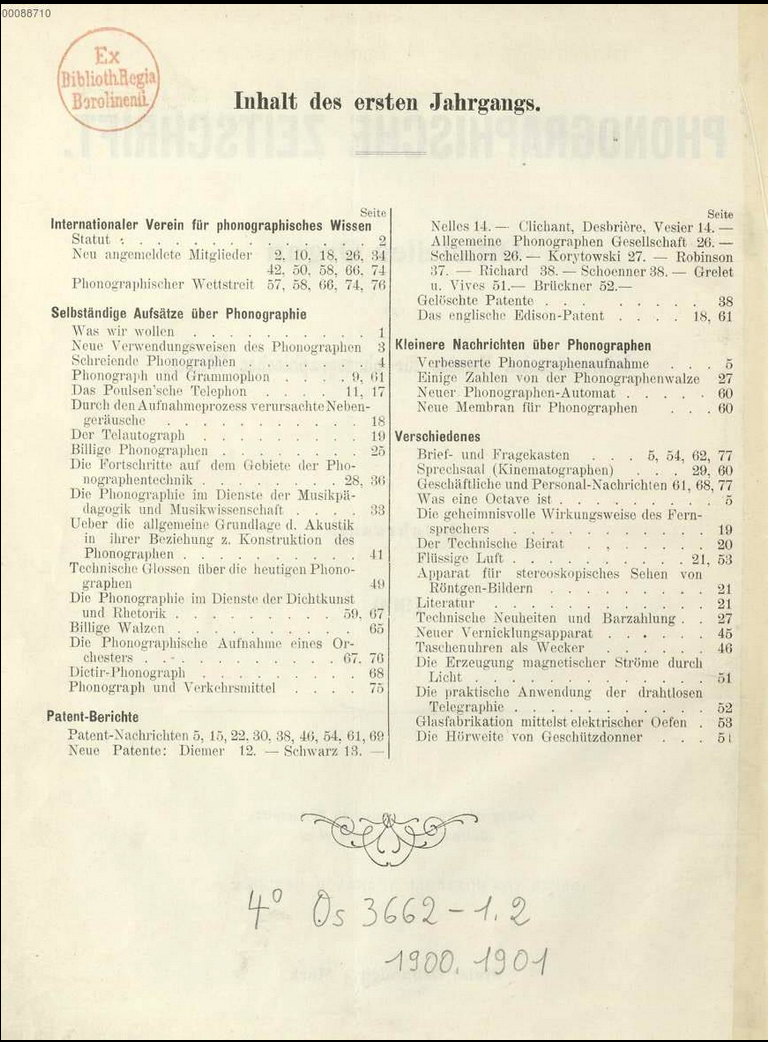
Schon das erste Inhaltsverzeichnis zeigt weitere seinerzeitige Technik-Neuheiten wie Kinematographen, Fernsprecher, „flüssige Luft“, Apparate für stereoskopische Röntgenbilder, „Taschenuhren als Wecker“, Magnetismus und Telegrafie

Die Phonographische Zeitschrift (PZ) war eine in den Jahren 1900 bis 1933 in Berlin herausgegebene Zeitschrift zeitweilig mit dem Untertitel Fachblatt für die gesamte Musik- und Sprechmaschinen-Industrie / Organ des Reichsverbandes des Deutschen Sprechmaschinen- und Schallplattenhandels. 1933, nach der Machtergreifung und der Einführung des Volksempfängers, lautete der Titel bis 1935 zunächst Phonographische und Radio-Zeitschrift, ab 1936 und bis 1938 dann Phonographische, Radio- und Musikinstrumenten-Zeitschrift (PRZ).

## Inhalt und Bedeutung
Das Münchener Digitalisierungszentrum (MDZ) schrieb zur Bedeutung des Periodikums mit insgesamt rund 34.000 Seiten:

„[…] eine einzigartige Text- und Bildquelle zur Phonographie im ersten Drittel des 20. Jahrhunderts […]. Die PZ birgt Material von hohem Auskunftswert zur Technik-, Repertoire- und Wirtschaftsgeschichte der phonographischen Industrie und ist für musik-, medien-, kultur-, wirtschafts- und urheberrechtsgeschichtliche Fragestellungen höchst relevant. Weil die meisten deutschen Firmenarchive der Tonträgerindustrie in den zwei letzten Weltkriegen und danach infolge umfangreicher Kassationen nicht mehr existieren, sind die in der PZ bewahrten Informationen aus keiner anderen Quelle zu ersetzen. Als Branchenblatt enthält die PZ nicht zuletzt auch Neuerscheinungsverzeichnisse der Schallplattenfirmen. Diese sind für die Datierung historischer Industrietonträger eine wichtige, die diversen Labelkataloge oft präzisierende Quelle.“

## Digitalisierung
Im Jahr 2014 standen in der gesamten Bundesrepublik Deutschland nicht einmal mehr zwei vollständig erhaltene Gesamtausgaben der Fachzeitschrift zur Verfügung, und diese in zum Teil „prekärem Erhaltungszustand“. Einer der Gründe ist beispielsweise das zur Zeit des Ersten Weltkrieges, während der folgenden deutschen Hyperinflation und weiterer Krisen genutzte minderwertige Papier. Zur Konservierung und zwecks weiterer Forschungen wurden in der Folge die noch erhaltenen Exemplare dem regulären, manuellen Gebrauch entzogen. Stattdessen sollen die Bestände der beiden besitzenden Bibliotheken – der Staatsbibliothek zu Berlin – Preußischer Kulturbesitz und der Bibliothek des Deutschen Museums in München – virtuell zu einer Gesamtausgabe zusammengeführt werden, die dann der Öffentlichkeit online zur Verfügung stehen sollen. Im Rahmen des ViFaMusik-Projektes wurden dementsprechend alle Bände der Phonographischen Zeitschrift digitalisiert und über die Digitalen Sammlungen des Münchener Digitalisierungszentrums teilweise bereitgestellt. Aus urheberrechtlichen Gründen handelt es sich allerdings zunächst nur um die ersten 21 Jahrgänge, die öffentlich durchsuchbar bereitgestellt werden.

## Geschichte
Zur Leipziger Messe im Jahr 1928 erschien eine Sondernummer der PZ zum 1. September des Jahres.